# Cantalojas
Cantalojas ist ein Ort und eine Gemeinde (municipio) mit 117 Einwohnern (Stand: 2024) im Südwesten der Provinz Guadalajara in der Autonomen Gemeinschaft Kastilien-La Mancha. 

## Lage und Klima
Cantalojas liegt in einer Höhe von ca. 1315 m in der Kulturlandschaft der Serranía. Die Entfernung zur südlich gelegenen Provinzhauptstadt Guadalajara beträgt ca. 58 Kilometer (Fahrtstrecke). Das Klima ist gemäßigt bis warm; Regen (659 mm/Jahr) fällt übers Jahr verteilt.

## Bevölkerungsentwicklung
| Jahr      | 1970 | 1981 | 1991 | 2001 | 2011 | 2021 |
| Einwohner | 351  | 257  | 154  | 156  | 172  | 146  |

## Sehenswürdigkeiten

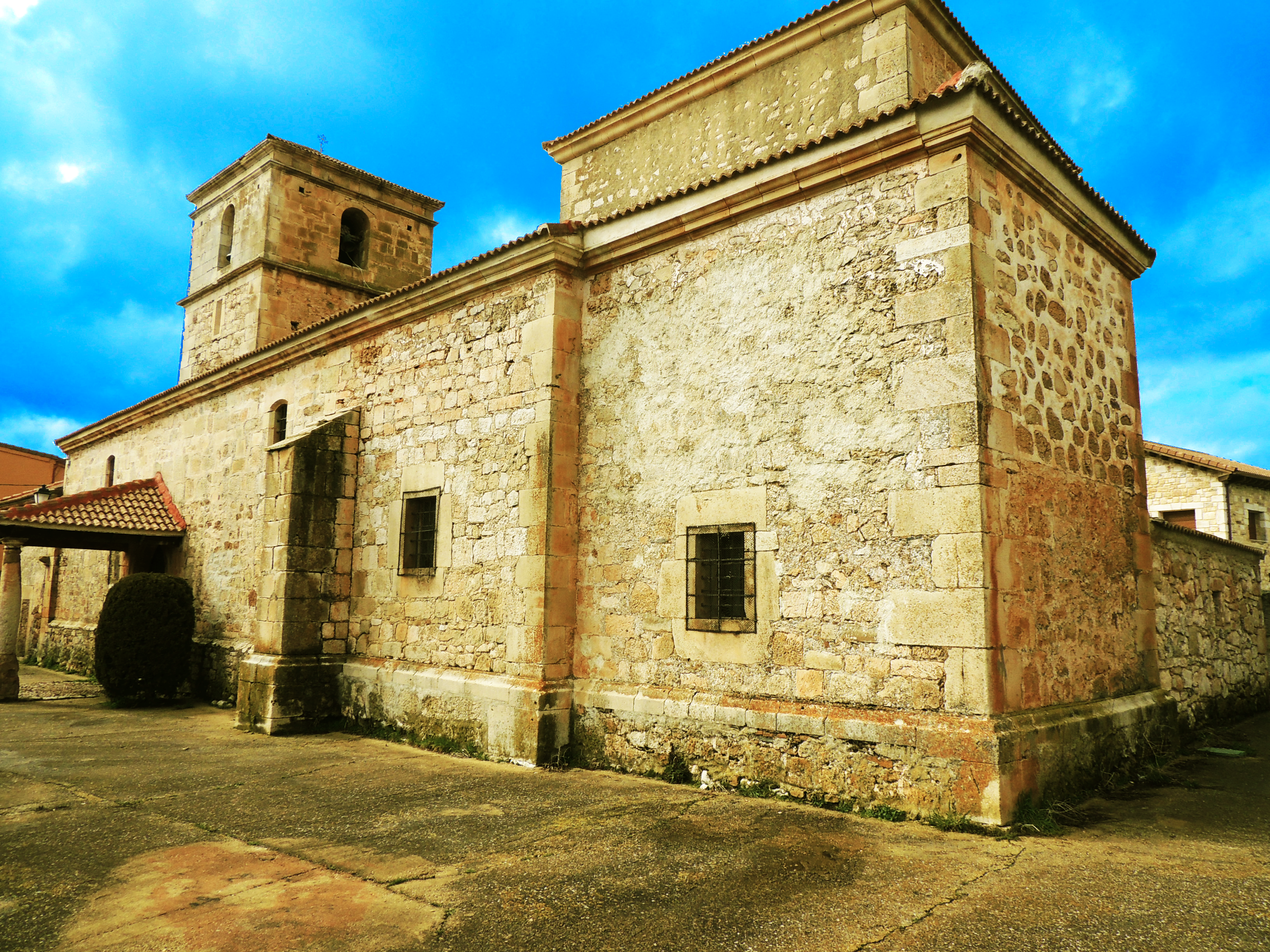
Julianuskirche
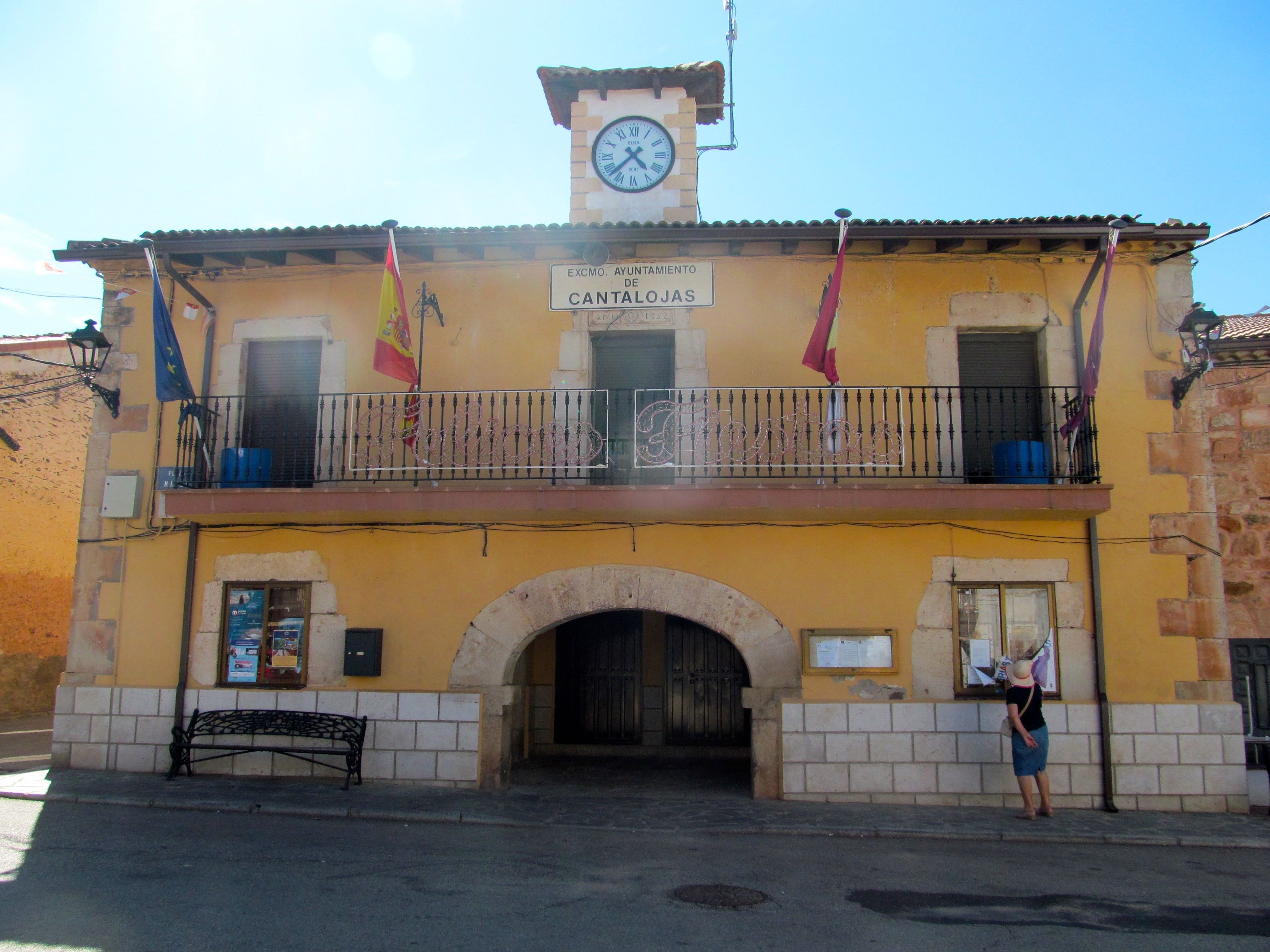
Rathaus

- Julianuskirche
- Rathaus